# マリー・ドルレアン (1865-1909)

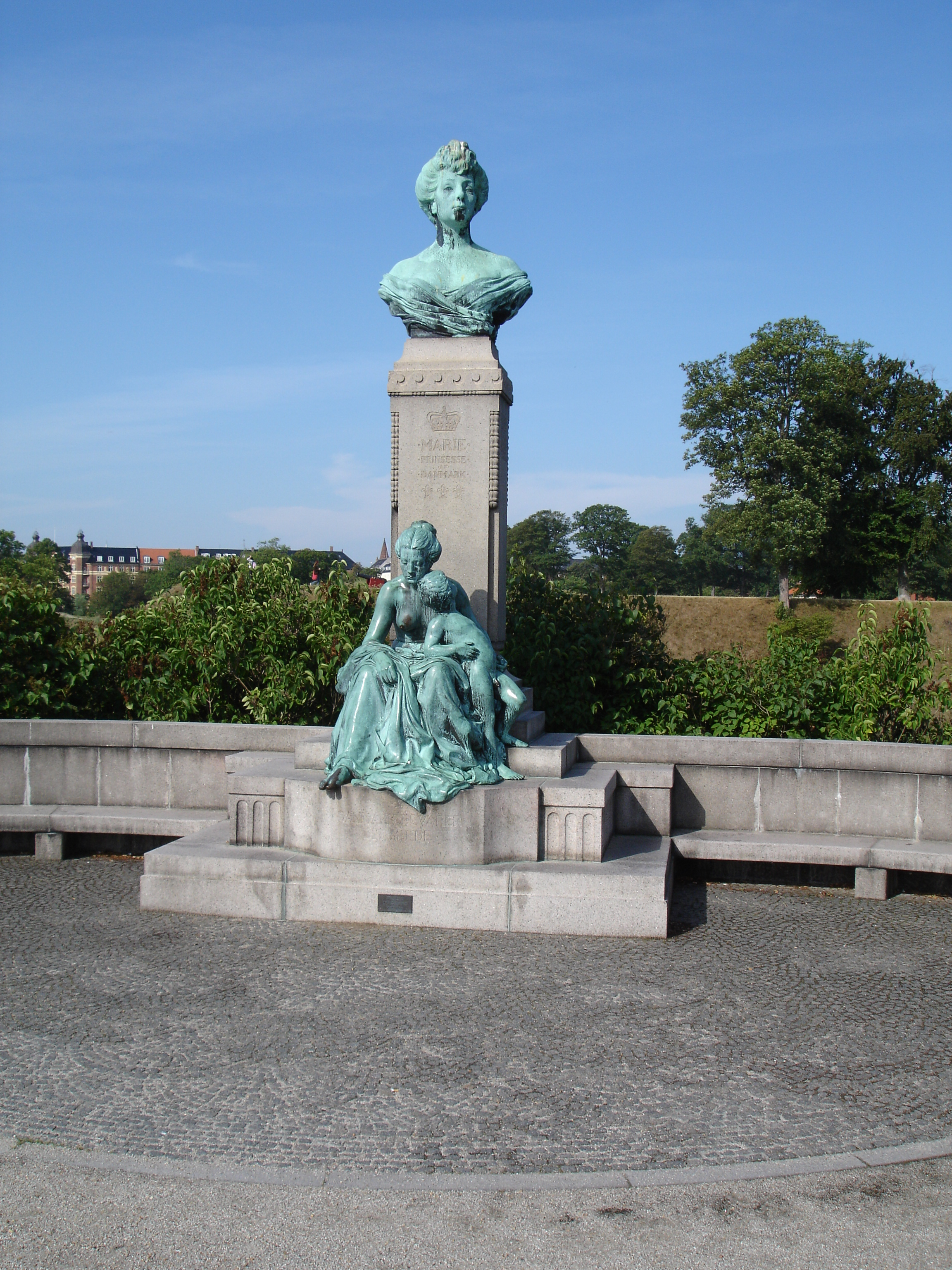
コペンハーゲンのランゲリニエ公園に立つマリー王女の顕彰記念碑

マリー・アメリー・フランソワーズ・エレーヌ・ドルレアン（フランス語: Marie Amélie Françoise Hélène d'Orléans, 1865年1月13日 - 1909年12月4日）は、フランスのオルレアニスト王位請求者パリ伯フィリップの姪で、デンマーク王子ヴァルデマーに嫁いだ。

## 生涯
オルレアン家のシャルトル公ロベールとその妻でジョアンヴィル公フランソワの娘であるフランソワーズの間の長女として、ロンドン郊外のリッチモンドにあるハム・ハウスで生まれた。両親はどちらもフランス王ルイ・フィリップの孫で、従兄妹同士だった。一族は1848年革命により亡命者となっていたため、マリーはイギリスで育ったが、1871年にナポレオン3世の政権が崩壊した後、フランスに移住した。
マリーは1885年10月20日にパリにおいて、デンマーク王クリスチャン9世の末息子ヴァルデマーと民事婚を執り行い、2日後の10月22日にノルマンディーのウー城で宗教婚を執り行った。マリーはカトリック信徒のまま、ルター派信徒の夫と結婚したため、結婚に際しては教皇の承認を取り付けている。二人の結婚契約書には、間に生まれる息子は父親と、娘は母親と同じ宗派に属させることが取り決めされていた。
夫妻はコペンハーゲンのベアンストーフ城を居所とした。夫のヴァルデマーは1883年から、次兄のギリシャ王ゲオルギオス1世の息子ゲオルギオスを引き取って一緒に暮らしていた。ヴァルデマーとゲオルギオスは非常に親密に結びついており、同性愛関係だったとも考えられている。
マリーは他の堅苦しいデンマーク宮廷の人々とは違い、衝動的で機智に富んだ精力的な女性で、デンマーク国民の人気が高かった。彼女はデンマーク語を完全にはマスターしないままだったが、夫との関係は良好だった。マリーはお付きの侍女なしで邸宅を出入りする許可を宮廷からもらい、芸術家たちとの交際を楽しんだ。オットー・バッケ（Otto Bache）やフランツ・ヘニングセン（Frants Henningsen）に師事し、絵画や写真をたしなんだ。彼女はシャルロッテンボー宮殿での展覧会に3度（1889年、1901年、1902年）出展し、またデンマーク美術アカデミーの会員でもあった。
マリーは当時の王族女性と違い、積極的に政治に関わった。彼女は1901年、左派と連携して義父のクリスチャン9世を説得し、民主選挙の結果として成立した社会主義政権を承認させている。1902年にはデンマーク領西インド諸島（現在のアメリカ領ヴァージン諸島）をアメリカ合衆国に売却する構想を廃棄させた。またマリーはフランスの国益にも敏感で、1894年の露仏同盟の締結や、1905年の第一次モロッコ事件の事態収拾に尽力したとして、フランスの新聞から称賛されている。マリーは東アジア会社 (en) の創業者H・N・アナセン (en) とも親しい友人で、アナセンを支援していた。
1909年にコペンハーゲンの自宅で没した。夫と3人の息子たちはタイに向かう途上でインドに滞在しており、死に目に会えなかった。

## 子女
- オーエ・クリスチャン・アレクサンダー・ロバート（1887年 - 1940年） - 王位継承権放棄
- アクセル・クリスチャン・ゲオー（1888年 - 1964年）
- エーリク・フレゼリク・クリスチャン・アレクサンダー（1890年 - 1950年） - 王位継承権放棄
- ヴィゴ・クリスチャン・アドルフ・ゲオー（1893年 - 1970年） - 王位継承権放棄
- マルグレーテ・フランソワーズ・ルイーセ・マリーエ・ヘレーネ（1895年 - 1992年） - 1921年、パルマ公子レナートと結婚